# Česká fotografická společnost
Česká fotografická společnost byla založena 4. prosince roku 1924 Josefem Sudkem, Jaromírem Funkem a Adolfem Schneebergem po jejich odchodu z Českého klubu fotografů amatérů. V roce 1926 Česká fotografická společnost uspořádala svou 1. výstavu fotografií, o dva roky později druhou.